# Г'янендра
Г'янендра Бір Бікрам Шах Дев (неп. ज्ञानेन्द्र शाह; Jñānendra Śāh; нар. 7 липня 1947) — дванадцятий і останній король Непалу (2001—2008). Належить до династії Шах. Фельдмаршал Королівської непальської армії (з 2001). Як другий син принца (пізніше короля) Махендра, Г'янендра був в дитячому віці оголошений королем на два місяці (1950—1951), коли інші члени сім'ї втекли в Індію, але він не отримав міжнародного визнання. Його дід, король Трибхуван, повернувся до влади, відібравши її у клану Рана.
Г'янендра народився в Катманду, син короля Махендра Бір Бікрам Шаха і спадкової принцеси Індри Раджа Лакшмі Деві Шах. Закінчив Сент-Джозеф-коледж в Дарджилинзі (Індія) в 1966 році і потім університет Трибхуван в Катманду в 1969 році. У 1975 році був членом комітету з підготовки коронації Бірендра. З 1982 по 2001 роки очолював Фонд охорони дикої природи імені короля Махендра. З 1986 по 1991 роки керував фондом розвитку району Лумбіні.